# 구토 (소설)

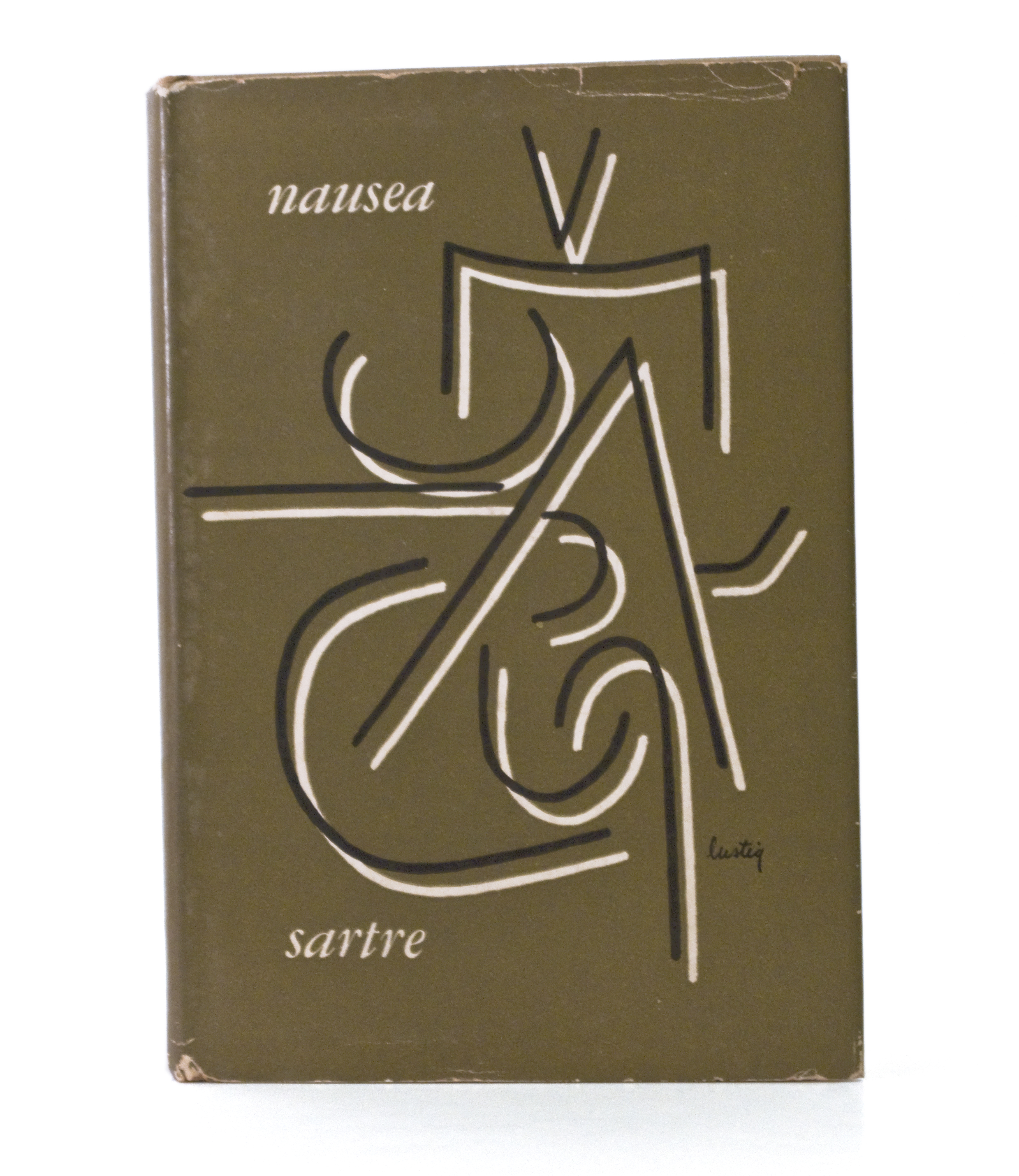

《구토》(프랑스어: La Nausée)는 장폴 사르트르가 지은, 1938년 출파된 장편소설이다. 사르트르의 최초의 소설이며 사르트르의 의견에 따르면 자신의 최고의 작품들 가운데 하나이다.
앙투아느 로캉탕은 역사상의 인물인 로르봉 후작을 연구하기 위하여 해변의 소읍에 체류하던 어느 날 해안에서 돌을 줍다가 구토증을 느낀다. 그 구토증의 정체를 밝히려고 일기를 써야겠다는 생각을 한다. 낮에는 도서관에 다니면서 문헌을 탐독하고, 밤에는 카페의 마담과 타성적인 교섭을 가지며 단조로운 나날을 보낸다. 이윽고 공원의 벤치에 앉아 마로니에 나무를 바라보고 있을 때 드디어 구토증의 의미를 깨닫는다. 그것은 이유도 없이 존재하고 있는 존재물의 맛이란 것이었다. 로캉탕은 로르봉 후작의 연구를 집어치우고 그 후부터 역사책을 탐색하지 않고 소설과 같이 존재하지 않는 것에 관한 이야기를 쓰려고 결심한다.
‘존재의 우연성’을 주제로 몇 번이나 개고(改稿)하며 써나간 이 작품은 사르트르의 움트는 사상을 담고 있다.

## 같이 보기
- 실존주의

## 참고 문헌
- 이 문서에는 다음커뮤니케이션(현 카카오)에서 GFDL 또는 CC-SA 라이선스로 배포한 글로벌 세계대백과사전의 "구토" 항목을 기초로 작성된 글이 포함되어 있습니다.